# Dolina sucha

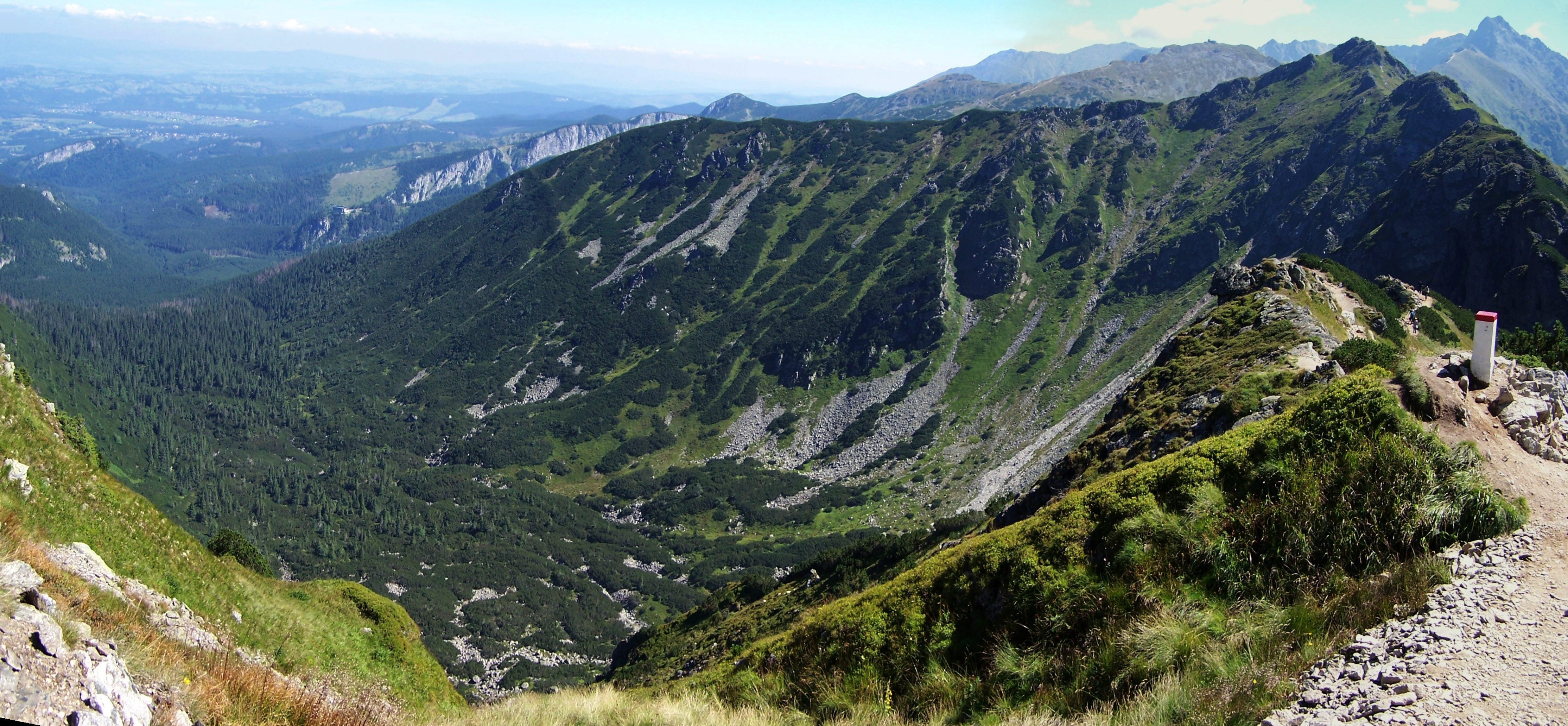
Dolina Sucha Kondracka

Dolina sucha – obniżenie terenu, dnem którego nie płyną stałe cieki wodne, gdyż woda wsiąka w porowate podłoże i płynie podziemnymi przepływami. Doliny suche powstają w wyniku erozji wód okresowo płynących, lub działalności dawnych lodowców. Najczęściej występują na podłożu wapiennym lub kredowym, w którym silnie rozwinięte są zjawiska krasowe. Przykładami dolin suchych są wąwozy, parowy, wadi. W Tatrach jest wiele suchych dolin.